# Cerklje na Gorenjskem
Cerklje na Gorenjskem (littéralement « Cerklje dans la Haute-Carniole ») est une commune du nord-ouest de la Slovénie située dans la région de Haute-Carniole. C'est sur le territoire de cette commune que se trouve l'Aéroport Jože Pučnik de Ljubljana.

## Géographie
Cerklje na Gorenjskem est situé au nord-ouest de la Slovénie dans la région de la Haute-Carniole juste au sud des montagnes des Alpes kamniques. Elle est située à environ 20 km au nord de la capitale Ljubljana et à 10 km à l'est de Kranj. La commune se trouve par ailleurs dans la vallée de la rivière Save qui s'écoule un peu plus au sud.

### Villages
La commune est composée des villages d'Adergas, Ambrož pod Krvavcem, Apno, Cerkljanska Dobrava, Cerklje na Gorenjskem, Dvorje, Češnjevek, Glinje, Grad, Lahovče, Poženik, Praprotna Polica, Pšata, Pšenična Polica, Ravne, Sidraž, Spodnji Brnik, Stiška vas, Sveti Lenart, Šenturška Gora, Šmartno, Štefanja Gora, Trata pri Velesovem, Vašca, Velesovo, Viševca, Vopovlje, Vrhovje, Zalog pri Cerkljah et Zgornji Brnik.

## Démographie
La population de la commune est assez faible avec environ 7 000 habitants.
Évolution démographique
| 1999  | 2000  | 2001  | 2002  | 2003  | 2004  | 2005  | 2006  | 2007  | 2008  |
| ----- | ----- | ----- | ----- | ----- | ----- | ----- | ----- | ----- | ----- |
| 6 255 | 6 261 | 6 323 | 6 402 | 6 431 | 6 479 | 6 560 | 6 676 | 6 701 | 6 835 |

## Économie et tourisme
La région profite des retombées économiques de l'aéroport Jože Pučnik de Ljubljana qui se trouve dans le village de Spodnji Brnik. Elle profite également du tourisme du sport d'hiver grâce à la proximité du mont Krvavec (1 858 m)
,. Finalement, l'agriculture garde une place importante autour des différents villages dans la vallée de la région.
Le village de Poženik abrite des ruines d'un château du Moyen Âge mais aussi de traces archéologiques remontant à l'âge du bronze. Dans le village de Šmartno, on a découvert près de l'église une tombe slave ainsi qu'un bâtiment datant de l'Antiquité.

## Personnalité
- Matevž Ravnikar (1802-1864), poète;
- Davorin Jenko (1835-1914), compositeur.